# Креховичи
Крехо́вичи (укр. Креховичі) — село в Брошнев-Осадской поселковой общине Калушского района Ивано-Франковской области Украины.
Население по переписи 2001 года составляло 2469 человек. Занимает площадь 21,211 км². Почтовый индекс — 77610. Телефонный код — 03474.